# Retzwiller
Retzwiller (deutsch Retzweiler) ist eine französische Gemeinde mit 694 Einwohnern (Stand 1. Januar 2022) im Département Haut-Rhin in der Region Grand Est (bis 2015 Elsass). Sie gehört zum Arrondissement Altkirch, zum Kanton Masevaux-Niederbruck und ist Mitglied des Gemeindeverbandes Sud Alsace Largue.

## Geografie
Die Gemeinde Retzwiller liegt in der Burgundischen Pforte, zwischen Altkirch und Belfort. Durch das Gemeindegebiet führt der Rhein-Rhône-Kanal, der hier die Wasserscheide zwischen Rhein und Rhone mittels einer Schleusentreppe überwindet.

### Nachbargemeinden
Die Nachbargemeinden von Retzwiller sind Elbach im Norden, Wolfersdorf im Nordosten, Dannemarie im Osten, Manspach im Süden, Romagny im Südwesten sowie Valdieu-Lutran im Westen.

## Geschichte
Urkundlich 1251 erstmals erwähnt als Ratierviller. Bis 1324 gehörte der Ort zur Grafschaft Pfirt (Herrschaft Thann) und kam dann durch die Heirat der Johanna von Pfirt mit Herzog Albrecht II. von Österreich an Habsburg. Im Westfälischen Frieden 1648 ging der Ort mit dem ganzen elsässischen Besitz der Habsburger an die französische Krone. Von 1871 bis zum Ende des Ersten Weltkrieges gehörte Retzweiler als Teil des Reichslandes Elsaß-Lothringen zum Deutschen Reich und war dem Kreis Altkirch im Bezirk Oberelsaß zugeordnet. Im Zweiten Weltkrieg wurden mehrere junge Männer, darunter einige aus Retzwiller, die sich der Zwangsrekrutierung in die Wehrmacht durch die Flucht in die Schweiz zu entziehen suchten, von den Deutschen hingerichtet. Bei der Kirche von Ballersdorf erinnert ein Gedenkstein an diese Opfer. Ballersdorf wurde am 23. Januar 1945 befreit.
Bei Retzwiller bündeln sich drei wichtige Verkehrswege: Die den Sundgau querende, vor dem Autobahnbau stark befahrene D 419, die Bahnlinie Basel-Belfort-Paris und der einst einem regen Frachtverkehr dienende Rhein Rhône-Kanal. Diese Verkehrsgunst nützte die 1863 vom Stammwerk in Altkirch aus im nahen Wolfersdorf gegründete Ziegelei Gilardoni, die auch Werksgebäude in Retzwiller errichtete. 1925 entstand dann auch in Retzwiller eine Ziegelei, die in den 1980er-Jahren aufgegeben und 1990/91 abgebrochen wurde. Die Ziegelei benötigte im 19. Jahrhundert an die 100 Pferde für den Fuhrverkehr und das Treideln auf dem Kanal. An die Blütezeit der Ziegelei erinnern noch die Direktorenvilla an der Route de Belfort, die Arbeiterhäuser der Cité du Canal und Stallungen für die Arbeitspferde. 

### Bevölkerungsentwicklung
| Jahr      | 1910 | 1962 | 1968 | 1975 | 1982 | 1990 | 1999 | 2007 | 2017 |
| --------- | ---- | ---- | ---- | ---- | ---- | ---- | ---- | ---- | ---- |
| Einwohner | 599  | 607  | 655  | 512  | 538  | 538  | 583  | 650  | 709  |

## Kultur und Bauwerke
Die Schokoladenmanufaktur in Retzwiller ist der südliche Ausgangspunkt der Deutsch-Französische Schokoladenstraße („La Route du Chocolat et des Douceurs d’Alsace“), die mit etwa 40 Stationen über Colmar, Straßburg und Kehl, Zabern und Haguenau nach Bad Bergzabern führt. 
Kirche: Die dem Heiligen Antonius und dem Viehheiligen Rochus geweihte Pfarrkirche besitzt einen Chor aus dem 18. Jahrhundert, der ehemals das Schiff eines Neubaus von 1780 war, und ein Schiff von 1849. Bis 1848 war Retzwiller Filial von Dannemarie und besaß nur eine, 1671 erwähnte, Antonius-Kapelle. Die Kapelle zog als Rochus-Wallfahrtsstätte jahrhundertelang Pilger an. 
Einige gut erhaltene Fachwerkbauten meist aus dem 18. und 19. Jahrhundert in Stockwerkbauweise. Das Haus Rue de Belfort Nr. 59 wohl aus der Wiederaufbauzeit nach dem Dreißigjährigen Krieg, spätes 17. Jahrhundert. Altertümliche Ständerbauweise mit traufwandhohen Wandständern, die Streben aber nur noch geschosshoch. An der Giebelseite ein ursprünglich dreiteiliges Fenster wie bereits vor dem Dreißigjährigen Krieg beliebt, jetzt auf eine Öffnung reduziert. Die Häuser Rue de Belfort Nr. 51 und 55 ebenfalls noch in Ständerbauweise aber mit den noch altertümlicheren wandhohen Langstreben. Besonders archaisches Fachwerk beim Haus Rue de l' Oberdorf 18. 

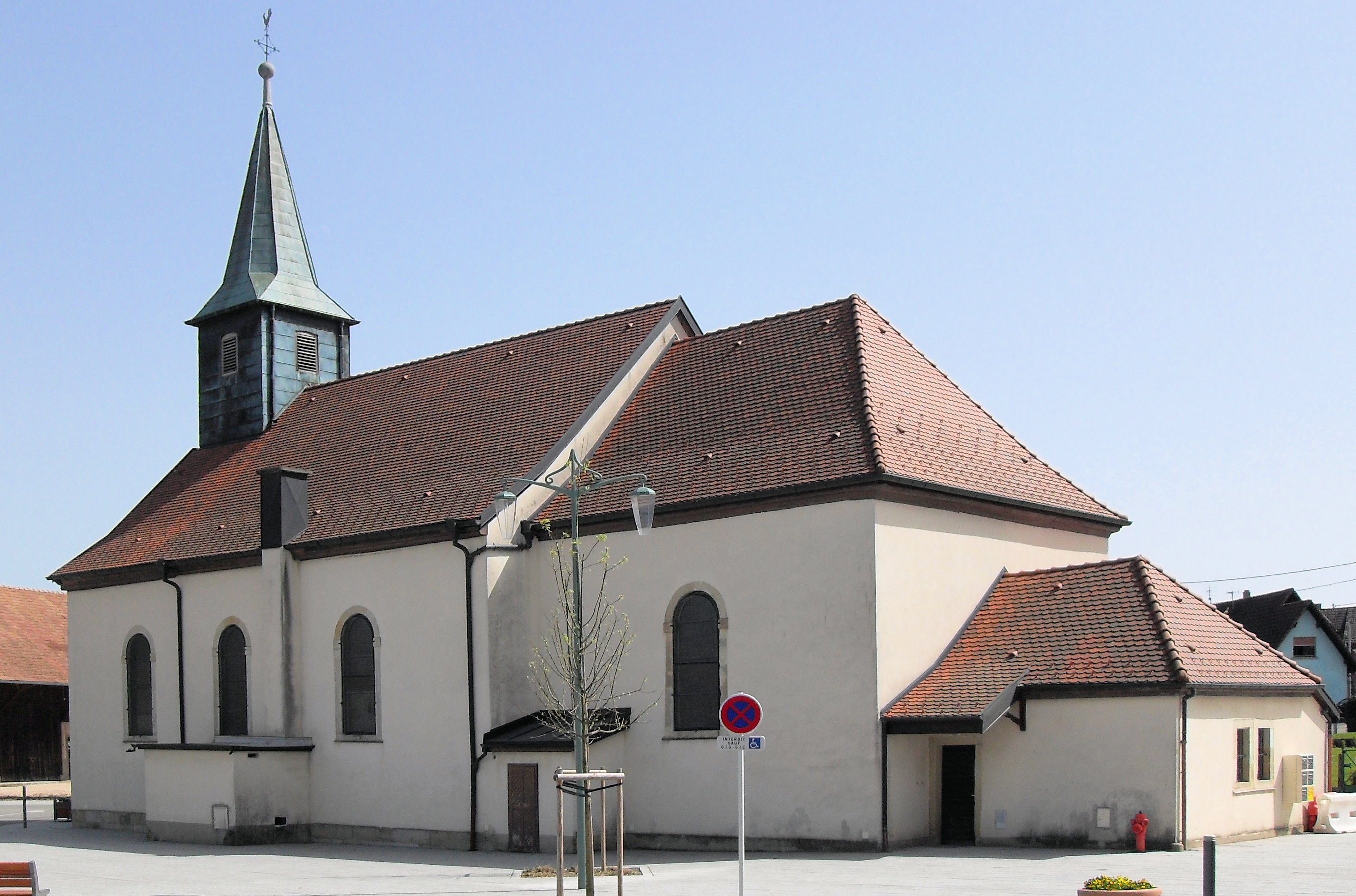
Westseite der Kirche St. Antonius
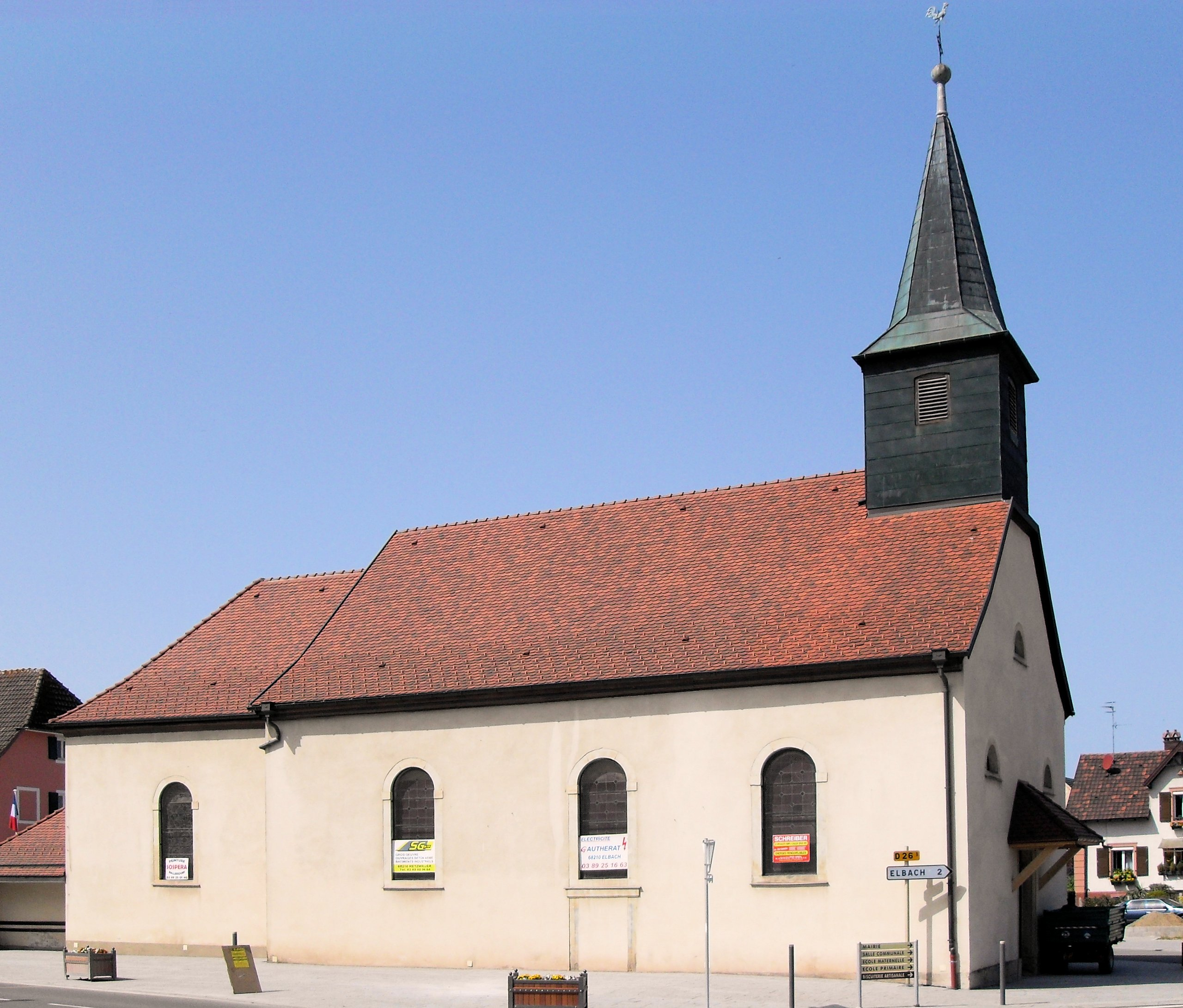
Südostseite der Kirche
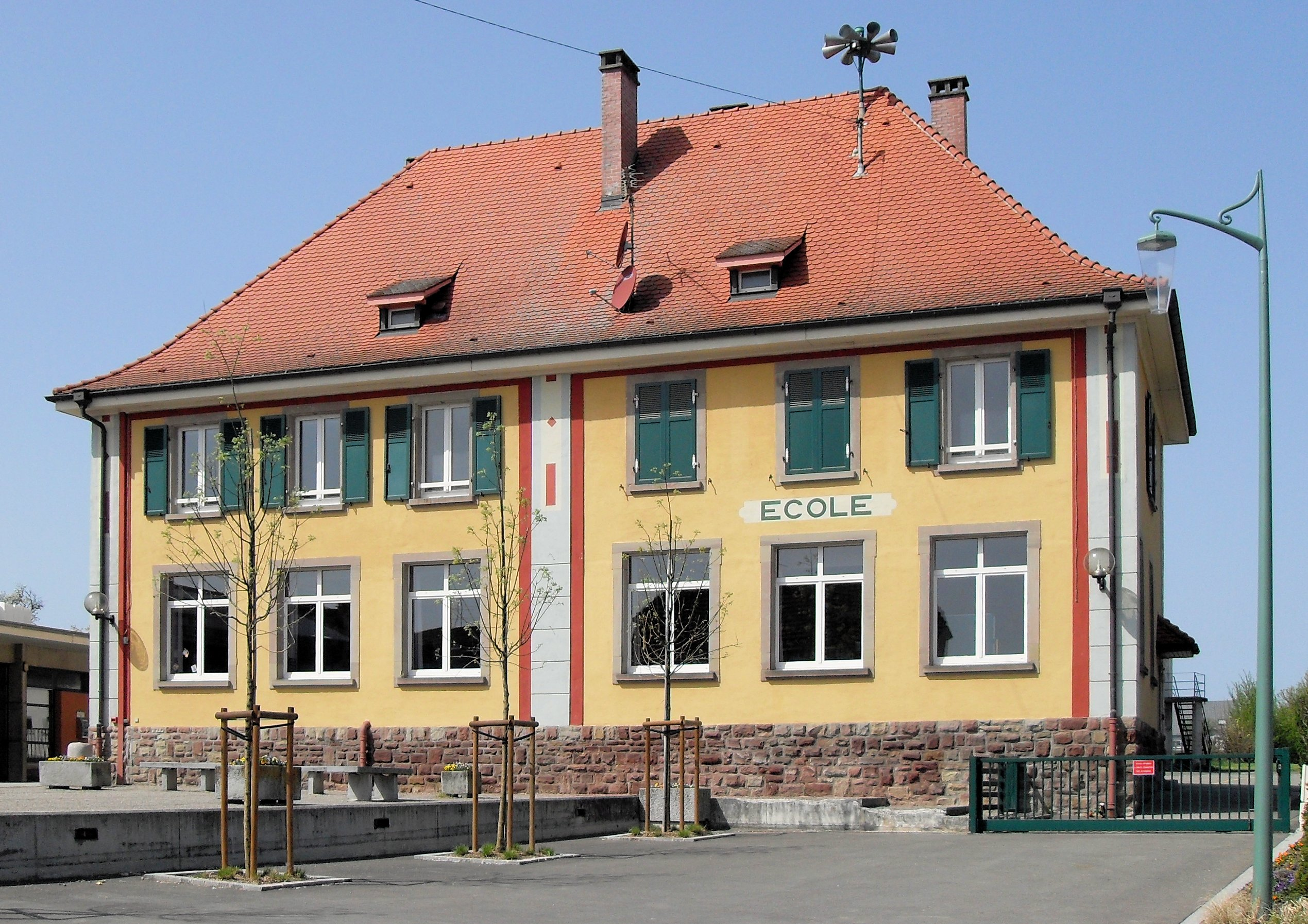
Schule und ehemaliges Rathaus Retzwiller